# Merkantilmagistrat

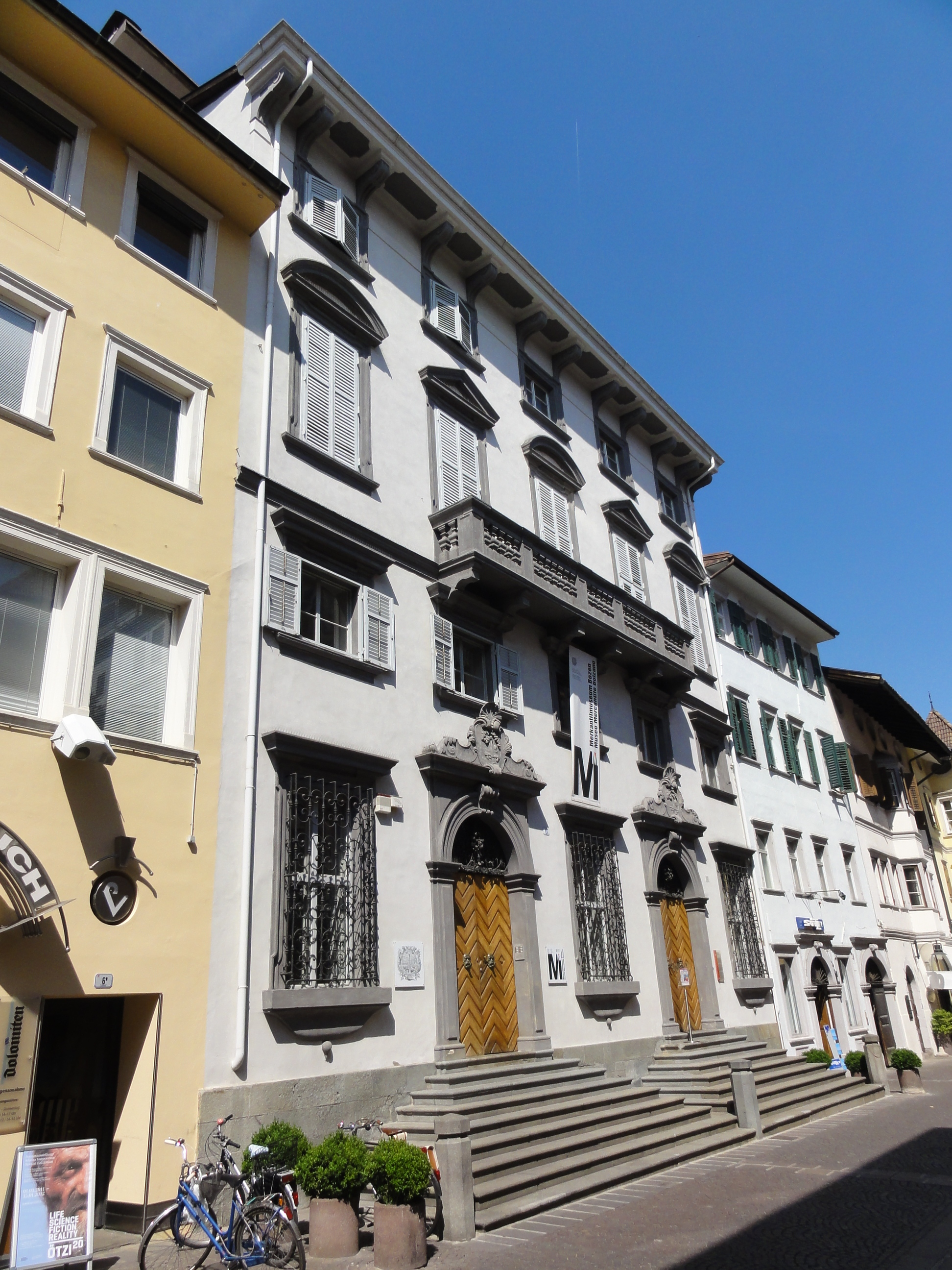
Das Bozner Merkantilgebäude, Sitz des ehemaligen Merkantilmagistrates, in der Silbergasse

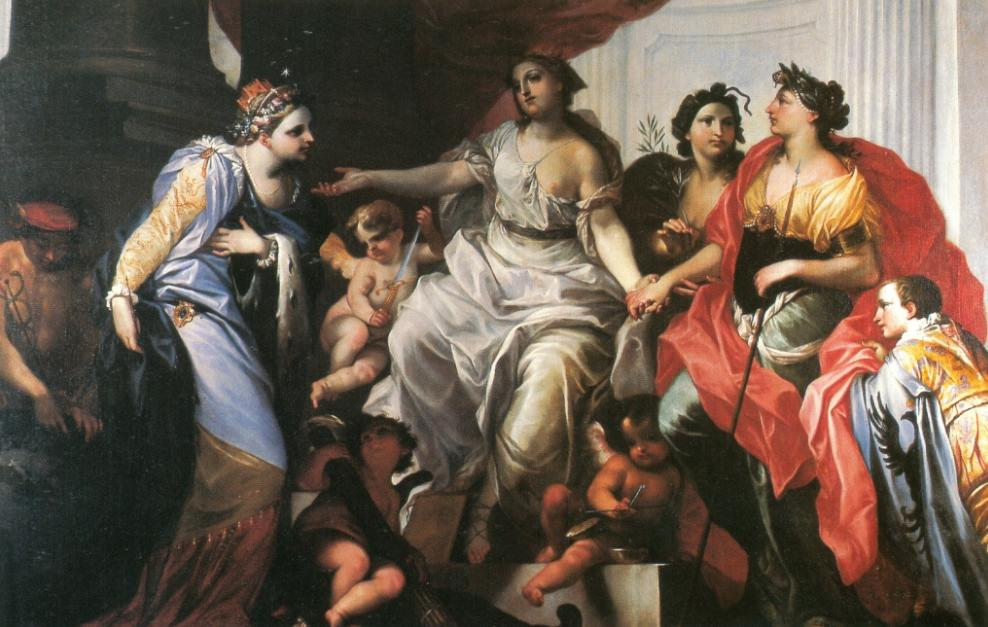
Gerechtigkeit und Frieden verbinden Italien und Deutschland durch den Handel (1698) – Allegorisches Gemälde von Alessandro Marchesini (1663–1738)

Der Merkantilmagistrat war ein bilateral deutsch-italienisch besetztes Sondergericht in Handelssachen. Es bestand in Bozen von 1635 bis 1851.

## Vorgeschichte
Bozen wurde um 1170/80 durch die Bischöfe von Trient als städtische Marktsiedlung gegründet. Diese war von Anfang an als überregionaler Handelsplatz entlang der alpenquerenden Brennerroute konzipiert. Periodisch stattfindende Märkte, zu denen Handelsleute aus Nord und Süd nach Bozen kamen, sind 1202 erstmals urkundlich erwähnt.
Durch seine günstige Verkehrslage entwickelte sich Bozen zum bedeutendsten Handelszentrum Tirols.
Der Bau des Kunterswegs (1307) durch die Eisackschlucht stärkte Bozen noch weiter und bedeutete für die alte Landeshauptstadt Meran eine große Handelseinbuße, weil der Weg über den Jaufenpass nach Sterzing dadurch zweitrangig geworden war. 1357 wurde der von Graf Otto von Tirol in Gries als Konkurrenz errichtete Andreasmarkt nach Bozen verlegt, so dass es dort nun drei große Märkte gab. Trotz heftiger Proteste der Meraner wurde im Jahr 1501 auch noch deren Fronleichnamsmarkt in das von den Fernhändlern bevorzugte Bozen transferiert.
Die vier Bozner Jahrmärkte hießen Mittfastenmarkt, Fronleichnamsmarkt, Bartholomäusmarkt und Andreasmarkt. Sie dauerten jeweils zwei Wochen.
Die Händler waren fast ausnahmslos keine Bozner, sondern kamen aus Verona, Augsburg, Nürnberg und anderen Handelsstädten des norditalienischen und deutschen Raums.
Neben diesen internationalen Jahrmärkten bestand weiterhin die Organisation des heimischen Handels, der ausschließlich deutsch war, da er ein Bürgervorrecht war. Das Bürgerrecht wurde an Italiener grundsätzlich nicht verliehen.

## Gründung

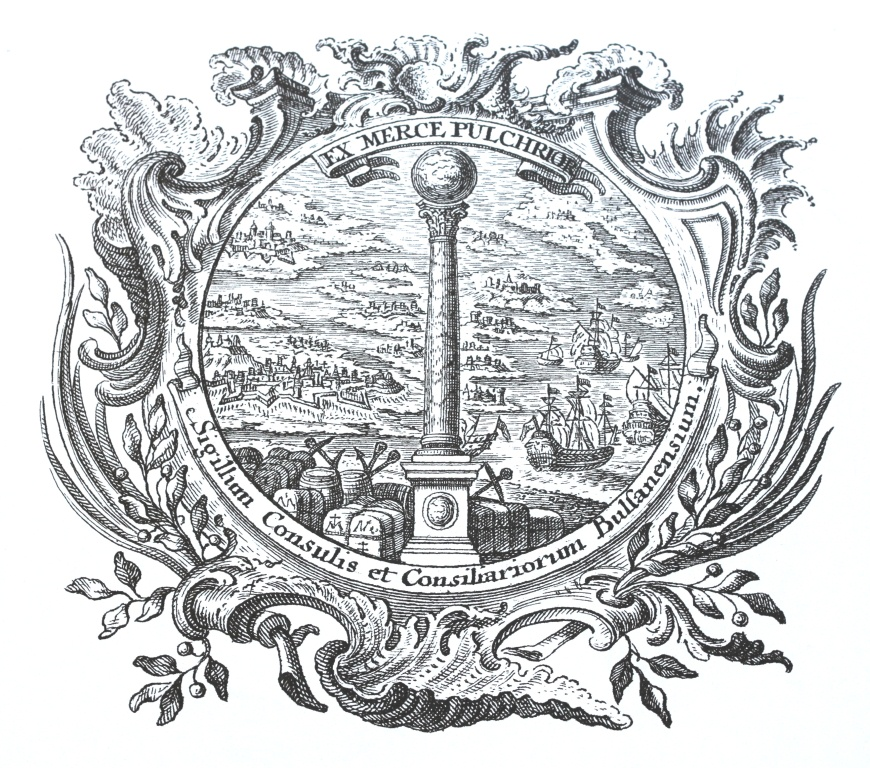
Siegel und Wahlspruch des Merkantilmagistrates: Ex merce pulchrior (Durch Handel zu höherem Wohlstand)

Die Verkehrssprache an den internationalen Bozner Märkten war häufig italienisch. Falls Streitigkeiten nicht durch ein Schiedsgericht gelöst wurden, war dafür der Stadt- und Landrichter zuständig. Vor Gericht war nur Deutsch Amtssprache, die Stadt kam den Italienern aber entgegen, indem sie als Bedingung für dieses Amt verlangte, dass der zukünftige Richter „lateinischer, teutscher und welscher sprach geübt und kundig“ sein müsse.
Am 15. September 1635 errichtete die Tiroler Landesfürstin Erzherzogin Claudia von Medici den Merkantilmagistrat. Damit machte sie den Versuch Venedigs zunichte, durch die Schaffung einer ähnlichen Einrichtung in Verona (1630) die Bozner Märkte auszustechen. Entscheidender Ratgeber der Landesregierung war der aus Augsburg stammende, in Bozen sesshafte Kaufmann David Wagner, der eine eigene Bozener Judikatur seit den 1620er Jahren urgiert hatte.

## Funktionsweise
Das neue Sondergericht hatte zwei Instanzen, von denen jede aus einem Konsul und zwei Beisitzern bestand. War der Konsul erster Instanz ein deutscher „Kontrattant“, also ein in eine besondere Matrikel eingetragener Marktbesucher, so waren seine Beisitzer zwei Italiener. Die zweite Instanz hatte dann einen italienischen Konsul und zwei Deutsche als Beisitzer.
Der Schriftverkehr des Merkantilmagistrats wurde meist in italienischer Sprache gehalten, um das Abwandern der italienischen Marktbesucher nach der ihrerseits von Venedig privilegierten Messestadt Verona zu verhindern.
So kam es in Bozen zu einer besonders kaufmannsfreundlichen Rechtsordnung. Es galten Anwaltsverbot, Gerichtskostenfreiheit und das Außerachtlassen überflüssiger Förmlichkeiten. Der Notar, später Kanzler genannt, war allerdings juristisch ausgebildet und hatte die Verwahrung der Gerichtspapiere zu übernehmen.

## Merkantilgebäude

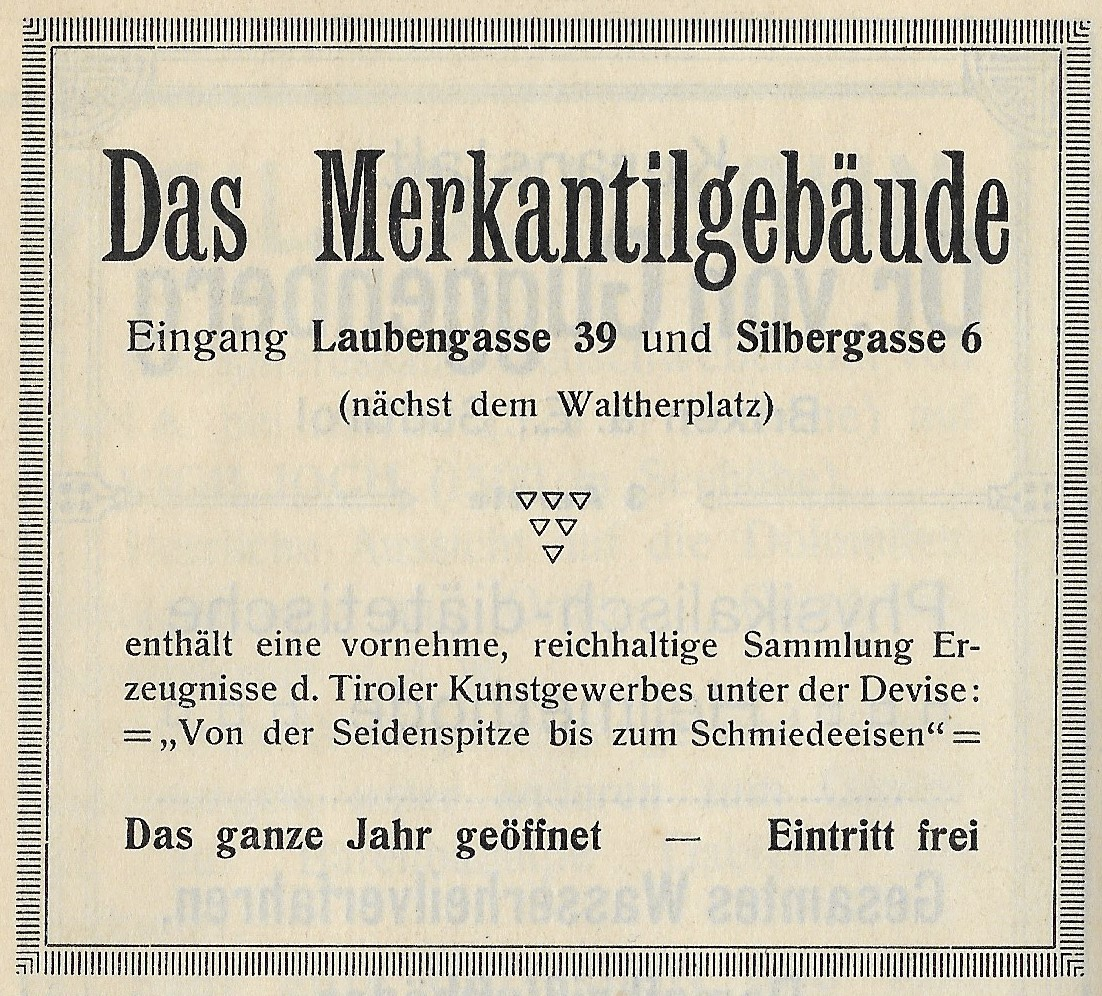
Anzeige des Merkantilgebäudes im Pharus-Plan für Bozen-Gries von ca. 1910

Das Merkantilgebäude in der Bozner Silbergasse wurde zwischen 1708 und 1716 nach Plänen des Veroneser Architekten Francesco Perotto errichtet. Es ist das einzige Spätrenaissancegebäude in Bozen – seine zweite Schauseite ist gegen die Bozner Lauben gerichtet und mit Arkaden versehen. Während der Auktionssaal im Erdgeschoss sehr schlicht ist, wurde der Gerichtssaal im Stock darüber großzügig ausgestattet.

## Niedergang

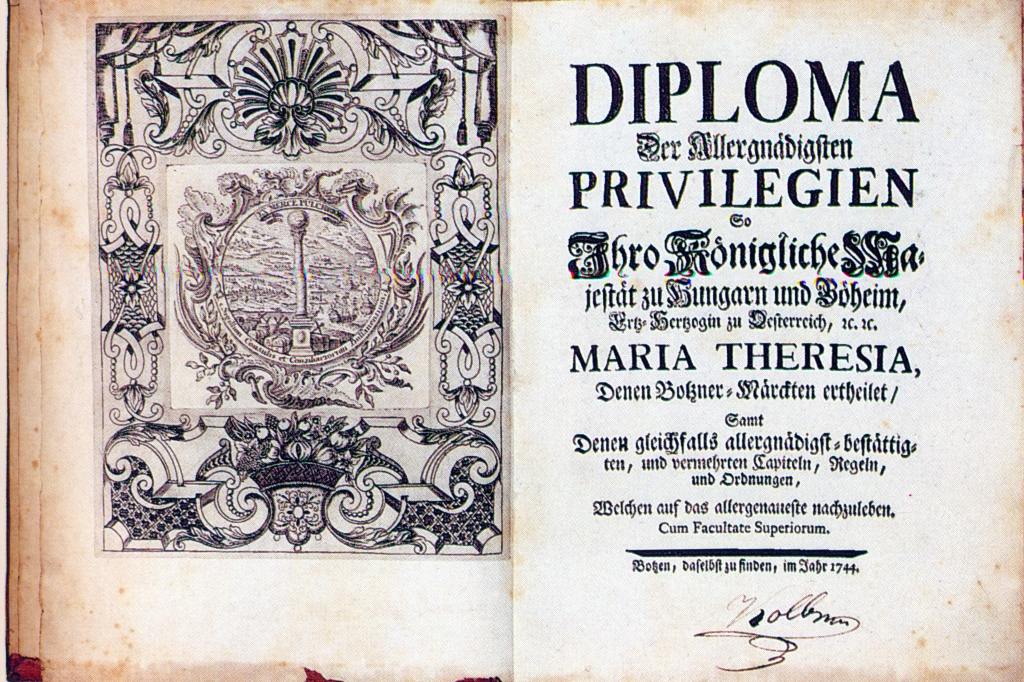
Diplom der Bozner Messeprivilegien von Maria Theresia (1744)

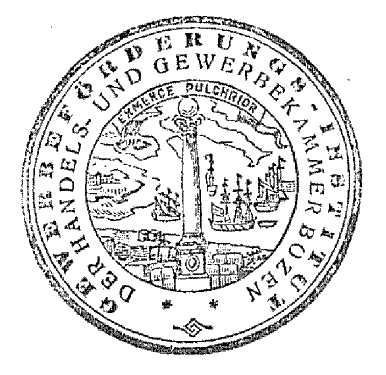
Stempel der Handelskammer Bozen, 1912

Das Bozner Messeprivileg wurde von Kaiserin Maria Theresia 1744 bestätigt.
Anfang des 19. Jahrhunderts waren die berühmten Bozner Messen dann aber zu Provinzmärkten herabgesunken, wie die Händlerliste vom Jahr 1817 erkennen lässt. 1849 waren schließlich nicht mehr große Fernhändler, sondern nur mehr kleine Landkrämer tätig, die um Pferdepeitschen, Sägeblätter, Nägel und Taschenmesser feilschten. Im Lichte dieses kaufmännischen Dahinwelkens kam es am 10. März 1851 zur Umbildung des Merkantilmagistrats in eine Handels- und Gewerbekammer. Die Jurisdiktionsbefugnisse gingen an das neu errichtete Landesgericht Bozen über.

## Merkantilmuseum
Im Gebäude des Merkantilmagistrats ist seit 1998 das Merkantilmuseum untergebracht. Seit 2012 können auch die mittelalterlichen Kellerräume besichtigt werden.

## Archiv
Das umfangreiche historische Archiv des Bozner Merkantilmagistrats umfasst den Zeitraum von 1415 bis 1851. Erstmalig wurde der Bestand von Ferdinand Kogler geordnet und verzeichnet. Es wird zum überwiegenden Teil vom Südtiroler Landesarchiv verwahrt; nur wenige Reste befinden sich heute noch im Magistratsgebäude selbst und werden hier zu Ausstellungszwecken genutzt.